# 김예진 (1985년)
김예진(1985년 11월 4일 ~ )은 대한민국의 기업인이다. 쇼핑몰 '립합' CEO에 있으며, '4억 소녀'로 잘 알려져 있다.
2008년 나는 펫에 출연하여 유명세를 탔다.

## 수상
- 우수 패션 쇼핑몰 어워드 페스티벌 대상 (2008년)

## 저서
- 《밥은 굶어도 스타일은 굶지 않는다》 (2008년)